# Жук Андрій Олександрович
Андрі́й Олекса́ндрович Жу́к (* 1993) — український військовик, офіцер Національної гвардії України, учасник російсько-української війни. Кавалер орденів «За мужність» і Данила Галицького.

## Військові звання
- Молодший лейтенант (2014);
- Лейтенант (2016);
- Старший лейтенант (2018);
- Капітан (2021);
- Майор (2022);
- Підполковник (2024).

## Нагороди
- Нагрудний знак «Ветеран війни» (Україна) (2016);
- Відзнака Президента України «За участь в антитерористичній операції» (2016);
- Нагрудний знак «За доблесну службу» (2018);
- Медаль «Незламним героям» (2022);
- Орден Данила Галицького (20 березня 2023) — за особисту мужність і самовідданість, виявлені у захисті державного суверенітету та територіальної цілісності України, сумлінне і бездоганне служіння Українському народові;
- Медаль «За сприяння в обороні Бориспільщини» (2023);
- Орден «За мужність» III ступеня (30 грудня 2023) — за особисту мужність і самовідданість, виявлені у захисті державного суверенітету та територіальної цілісності України, сумлінне та бездоганне служіння Українському народові;
- Відзнака Президента України «За оборону України» (2024);
- Нагрудний знак «За співпрацю» Служби судової охорони (2025).